# Endoraecium bicinctum
Endoraecium bicinctum är en svampart som först beskrevs av Daniel McAlpine, och fick sitt nu gällande namn av M. Scholler & Aime 2006. Endoraecium bicinctum ingår i släktet Endoraecium och familjen Raveneliaceae.   Inga underarter finns listade i Catalogue of Life.